# Octopus Cut

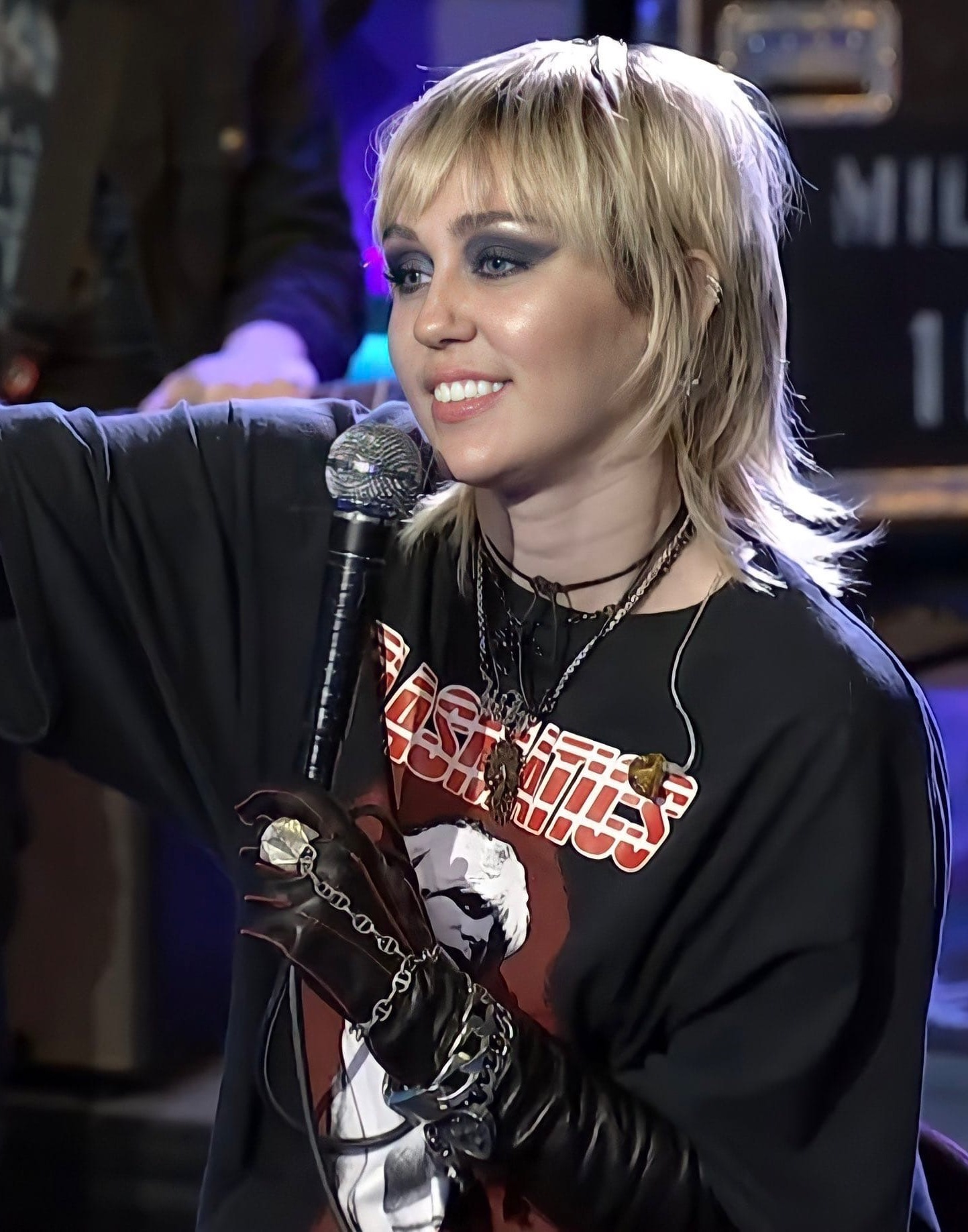
Füllig am Oberkopf, darunter zottelig ausgedünnt

Der Octopus Cut (Nachfolger des Rachel Cut und Wolf Cut) ist eine stark stufig geschnittene Frisur für Personen mit schulterlangen Haaren.
Der Schnitt, eine Mischung aus Shag und Mullet, basiert auf einer durchgängig vertikalen Stufung (Plateau-Stufung) mit einer weich geschnittenen Außenlinie. Dabei entsteht ein fülliger Oberkopf mit ausgedünnten Längen, die zottelig die Schultern umspielen, was an die Arme eines Oktopus erinnern soll. Die Stirnpartie wird mit einem Pony versehen.
Die Frisur erschien erstmals in den 1970er Jahren in Japan, wo man damit die Frisuren von Anime-Figuren nachzuahmen versuchte. Sie wurde in den 1990er Jahren als Rachel Cut und in den 2020er Jahren als Wolf Cut populär. Im Unterschied zum Octopus Cut verfügt der Rachel Cut über eine eher lange Stirnpartie und beim Wolf Cut erfolgt die Stufung verstärkt um das Gesicht und weniger in den Längen.
Der Name Rachel Cut bezieht sich auf Rachel Green aus der Serie Friends, die von Jennifer Aniston verkörpert wird. Rachels Schnitt wurde von Chris McMillan und Michael Canalé kreiert.
Als moderne Variante des Octopus Cut kann auch der Jellyfish Cut angesehen werden, der die Grundidee eines voluminösen Oberkopfes mit tentakel-artigen Haarstränen nochmals verstärkt. Er vereint Bob und Mullet und sein Name leitet sich von der Qualle ab.